# Matthias Flügge

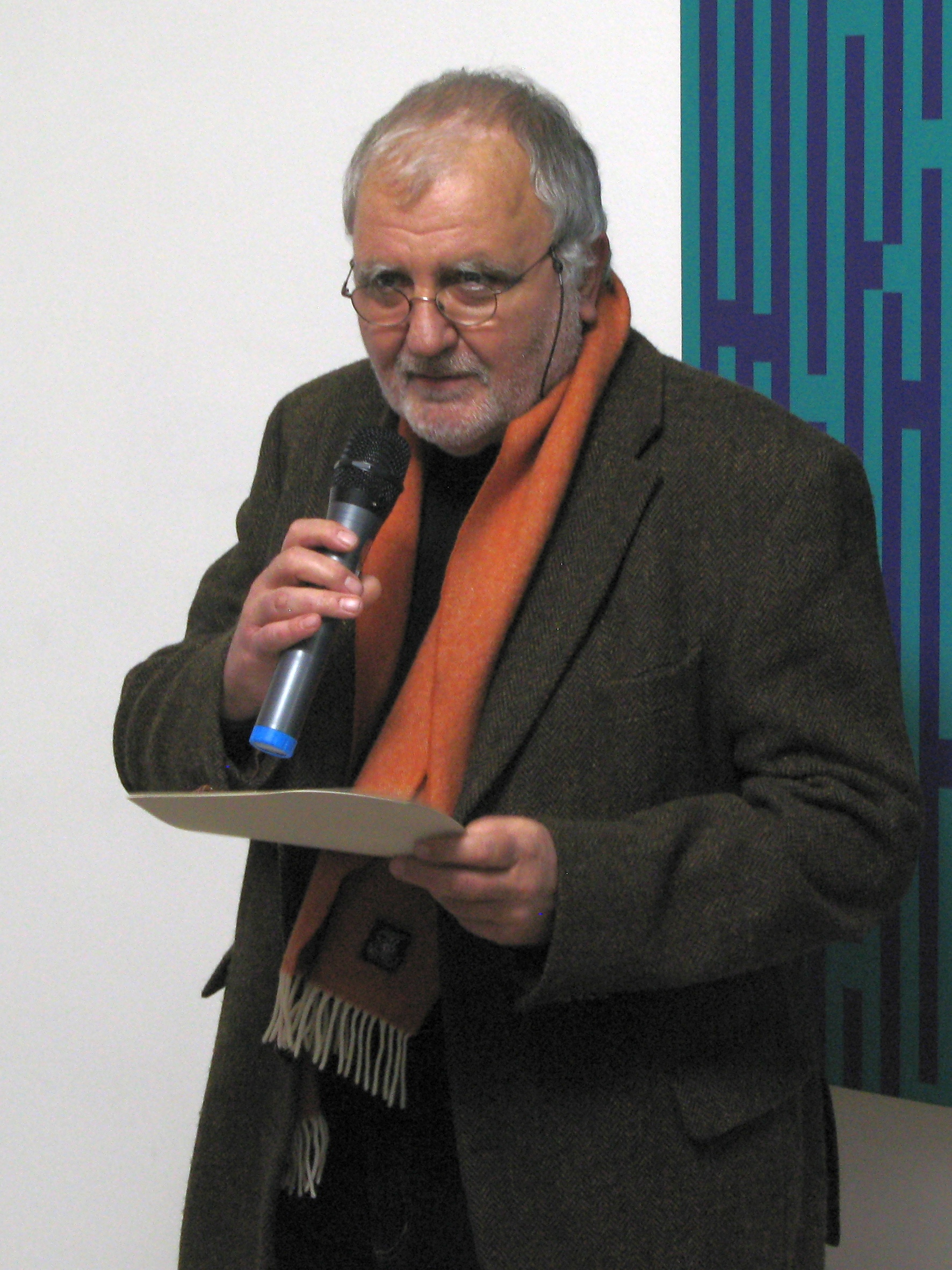
Matthias Flügge bei der Eröffnungsrede einer Ausstellung im Kunsthaus der Achim Freyer Stiftung in Berlin-Lichterfelde im Jahr 2016

Matthias Flügge (* 5. Februar 1952 in Demmin) ist ein deutscher Kunsthistoriker und Kurator.

## Leben
Der Sohn des Heinrich-Zille-Herausgebers Gerhard Flügge (1914–1972) schloss 1970 seine Ausbildung zum Facharbeiter für technische Kohle ab. Von 1972 bis 1976 studierte Flügge an der Humboldt-Universität zu Berlin. Anschließend war er ab 1977 Redakteur der Zeitschrift Bildende Kunst. Ab 1984 war er freiberuflich tätig und kehrte 1990 als Chefredakteur zur Zeitschrift Bildende Kunst zurück, bis sie ihr Erscheinen im März 1991 einstellte. 1991 wurde Matthias Flügge Chefredakteur der Zeitschrift neue bildende kunst, 1992 Mitglied des Kuratoriums Stiftung Kunstfonds in Bonn. Im Jahr 2000 stellte auch die neue bildende kunst ihr Erscheinen ein. Danach war Matthias Flügge als freiberuflicher Publizist und Ausstellungsmacher tätig. 1995 wurde er Mitglied der Berliner Akademie der Künste in der Sektion „Bildende Kunst“; von 1997 bis 2006 war er deren Vizepräsident. 
Von 2012 bis 2022 war Flügge Rektor der Hochschule für Bildende Künste (HfBK) Dresden.
Zum Abschluss seiner Amtszeit richtete Flügge die Ausstellung LEBENSWERK zusammen mit Susanne Greinke und Kathrin Hübinger im Oktogon der HfBK aus. Ausgestellt sind Arbeiten von Lothar Böhme, Jochen Gerz, Barbara Klemm, Rune Mields, Bridget Riley, Ursula Sax, Strawalde/Jürgen Böttcher, Micha Ullman und 30 der 82 Aquatinta-Radierungen Los Desastres de la Guerra (die Schrecken des Krieges) von Francisco José de Goya y Lucientes aus den Jahren 1810 bis 1820.

## Auszeichnungen
1994 erhielt Matthias Flügge den erstmals verliehenen Friedlieb-Ferdinand-Runge-Preis.
Im November 2008 erhielt er das Kavalierkreuz des Verdienstordens der Republik Polen in Anerkennung seiner Aktivitäten, die das Interesse an polnischer Kunst erhöhten. So zeigte seine Ausstellung Riß im Raum Mitte der 1990er-Jahre zeitgenössische Kunst aus Polen, Tschechien, Ungarn und der Slowakei. Weiterhin zeigte seine Ausstellung E.U. positive Werke von Künstlern aus den EU-Beitrittsländern. Das Kavalierkreuz wurde vom polnischen Gesandten Wojciech Pomianowski überreicht, die Laudatio hielt der Künstler Mark Lammert.